# Тереле
Тереле (итал. Terelle) је насеље у Италији у округу Фрозиноне, региону Лацио.
Према процени из 2011. у насељу је живело 266 становника. Насеље се налази на надморској висини од 957 м.

## Становништво
Према резултатима пописа становништва 2011. у општини је живело 460 становника.
| 1931. | 1936. | 1951. | 1961. | 1971. | 1981. | 1991. | 2001. | 2011. |
| ----- | ----- | ----- | ----- | ----- | ----- | ----- | ----- | ----- |
| 2.108 | 2.121 | 2.278 | 1.723 | 1.077 | 951   | 706   | 603   | 460   |